# 6398 Timhunter
6398 Timhunter là một tiểu hành tinh vành đai chính. Nó được đặt theo tên the nhà thiên văn học Hoa Kỳ Tim Hunter.